# Батлер (Џорџија)
Батлер (Џорџија) (енгл. Butler) град је у америчкој савезној држави Џорџија. По попису становништва из 2010. у њему је живело 1.972 становника.

## Демографија
Према попису становништва из 2010. у граду је живело 1.972 становника, што је 65 (3,4%) становника више него 2000. године.
| Група             | 2000.       | 2010.         |
| Белци             | 947 (49,7%) | 900 (45,6%)   |
| Афроамериканци    | 933 (48,9%) | 1.014 (51,4%) |
| Азијати           | 1 (0,1%)    | 15 (0,8%)     |
| Хиспаноамериканци | 22 (1,2%)   | 40 (2,0%)     |
| Укупно            | 1.907       | 1.972         |